# Avoca (Pennsylvanie)
Pour les articles homonymes, voir Avoca.
Avoca est un borough situé au nord-est du comté de Luzerne, en Pennsylvanie, aux États-Unis,. En 2010, il comptait une population de 2 661 habitants, estimée au 1er juillet 2020 à 2 585 habitants. Le borough est incorporé en 1889.

## Démographie
Lors du recensement de 2010, le borough comptait une population de 2 661 habitants. Elle est estimée, en 2020, à 4 178 habitants.

### Source de la traduction
- (en) Cet article est partiellement ou en totalité issu de l’article de Wikipédia en anglais intitulé « Avoca, Pennsylvania » (voir la liste des auteurs).